# Henry Dasson
Henry Dasson (1825-1896) fue un ebanista y broncista del siglo XIX.
Fue aclamado por la crítica y galardonado en cada exposición que participó. Henry Dasson fue uno de los más famosos ebanistas y broncistas de la segunda mitad del siglo XIX. Se interesó por las obras maestras antiguas, en particular las de la época de Luis XVI. Sus muebles lujosamente ornados con bronces, con marqueterías paneles lacados atrageron a una rica clientela internacional y en la actualidad son redescubiertos por los admiradores del siglo XIX.
Está enterrado en el cementerio del Père-Lachaise de París, en la división 82, donde también se levantan las tumbas de José María Avilés, Fulgence Bienvenüe, Alberto Blest Gana, Octave Fleury du Mesnil, Ernest Guiraud y Jules Paul Loebnitz.
En la división 70 del mismo cementerio, se encuentra la tumba de Adélaïde Louis Jeanne Victoire Herbemont, obra del escultor Léopold Morice (fr:), fundida en bronce por Henry Dasson.

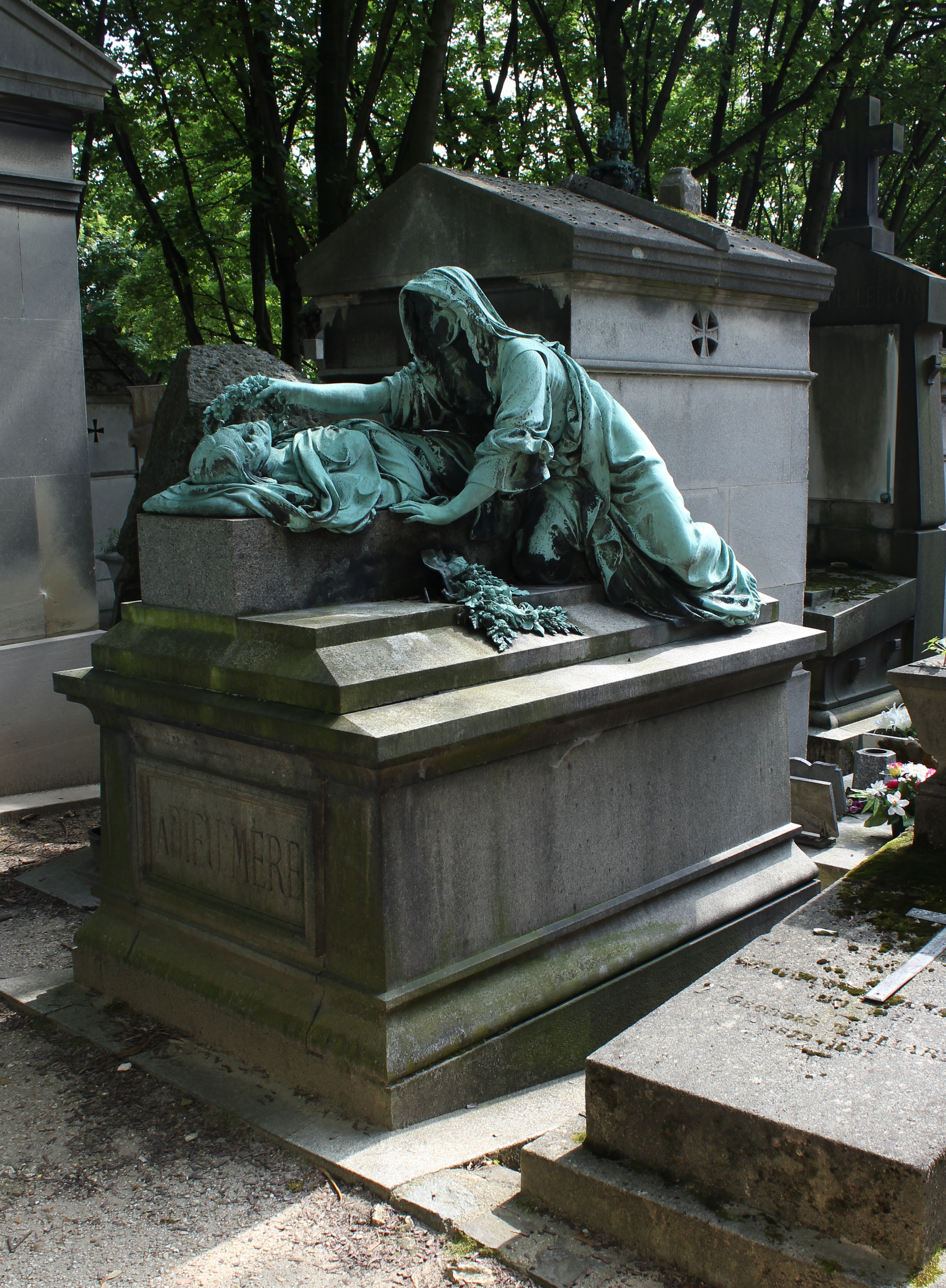
Tumba de Adélaïde Louis Jeanne Victoire Herbemont, división 70 del Père Lachaise
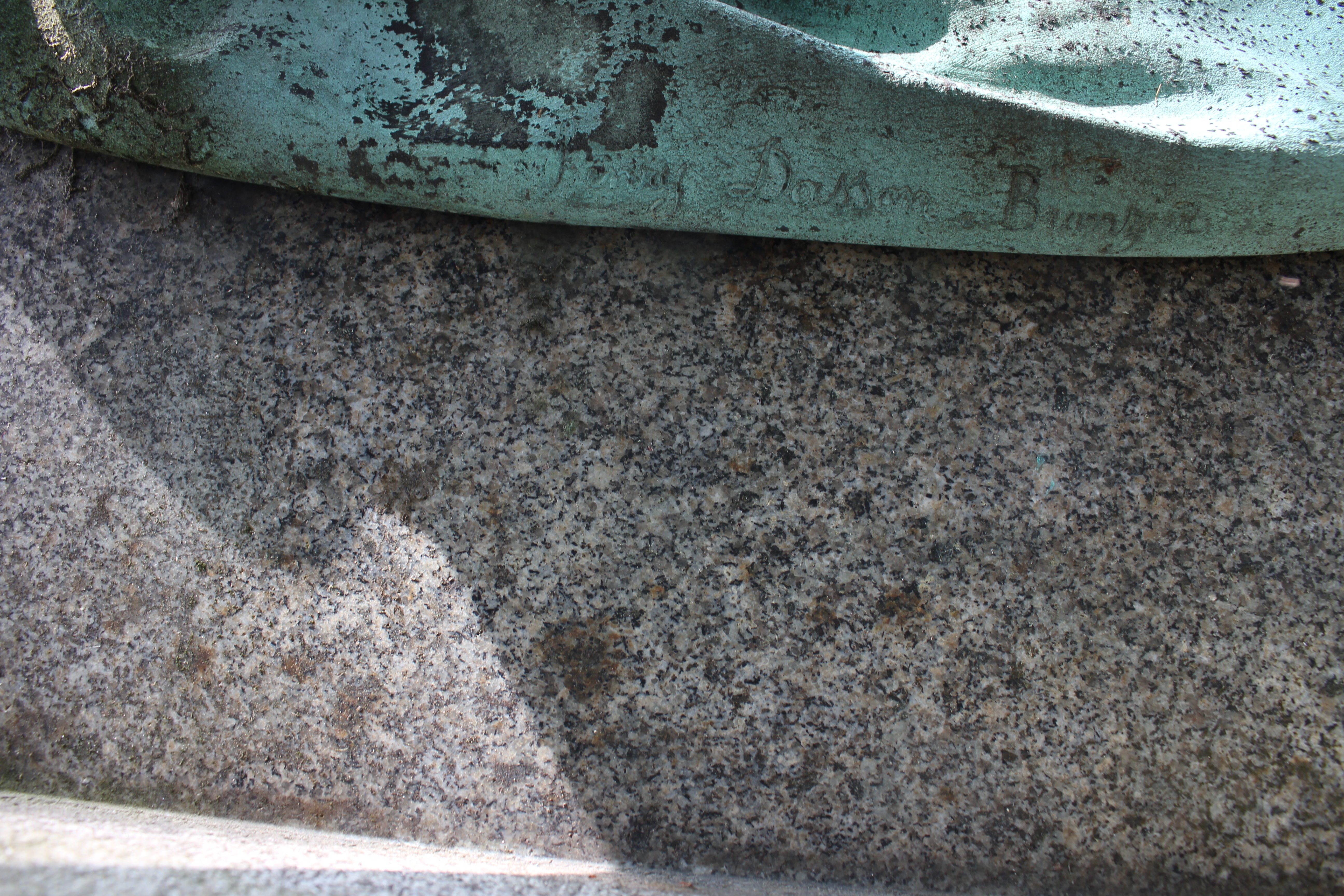
Firma de Dasson